# ハッピーライフ愛
株式会社ハッピーライフ愛（ハッピーライフあい）はデイサービス、グループホーム、居宅介護相談支援の3事業を展開する企業である。基本理念は「目配り、気配り、心配り　そして共に楽しい介護」。

## 事業所
ハッピーライフ愛居宅介護支援事業所
グループホーム 春風荘